# 1998年亚洲运动会奖牌榜

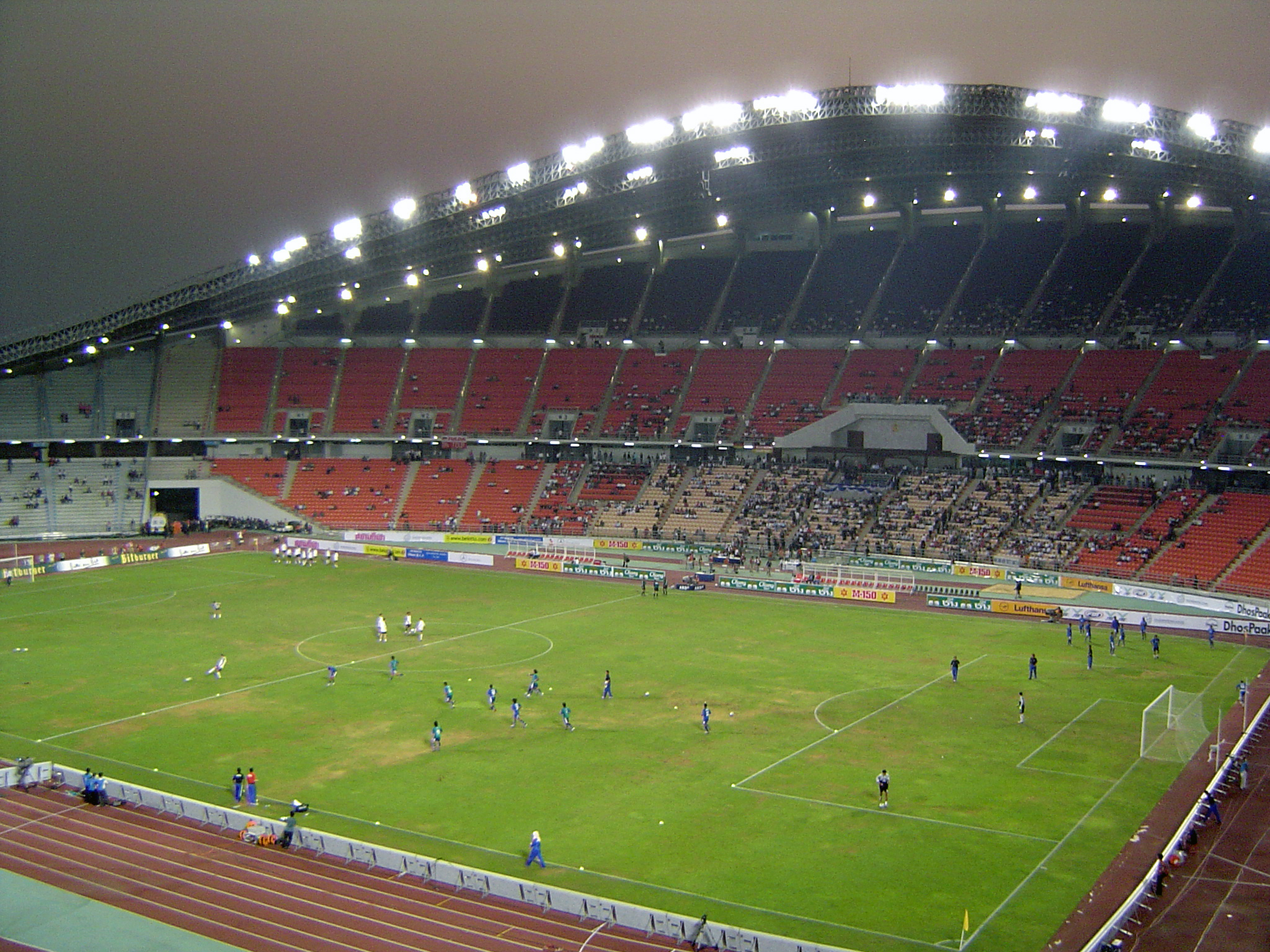
拉加曼加拉體育場是1998年亞運會開、閉幕禮和部分足球賽事的舉行場地。

1998年亞洲運動會（正式名稱為第十三屆亞洲運動會）是自1998年12月6日至20日在泰國曼谷舉行的一次綜合運動會。這屆亞運會共設有36項比賽項目，以下又細分為376項賽事；共有41個亞洲國家和地區的國家奧委會派出6,544位運動員角逐這些賽事。在這屆亞運會上新增的亞運會比賽項目共有三項，包括壁球、橄欖球和撞球，當中壁球項目的增設是亞洲壁球協會遊說經年的成果。
在這屆亞運會上奪得獎牌的國家和地區代表團共有33個，其中贏得至少一面金牌的國家和地區代表團共有23個，另外還有8個國家／地區奧委會派出的代表團不能在這次亞運會上贏得任何獎牌。當中，中國隊既贏得最多金牌（129面），也贏得最多獎牌（274面），在獎牌榜上位居榜首。南韓選手合共贏得164面獎牌（包括65面金牌），在獎牌榜上位列第二。在獎牌榜上排名第三的日本合共贏得181面獎牌（包括52面金牌）。東道主泰國在這屆亞運會上贏得90面獎牌（包括24面金牌），在獎牌榜上位列第四，優於在1994年廣島亞運會上取得的獎牌榜名次（第12位）。

## 獎牌榜

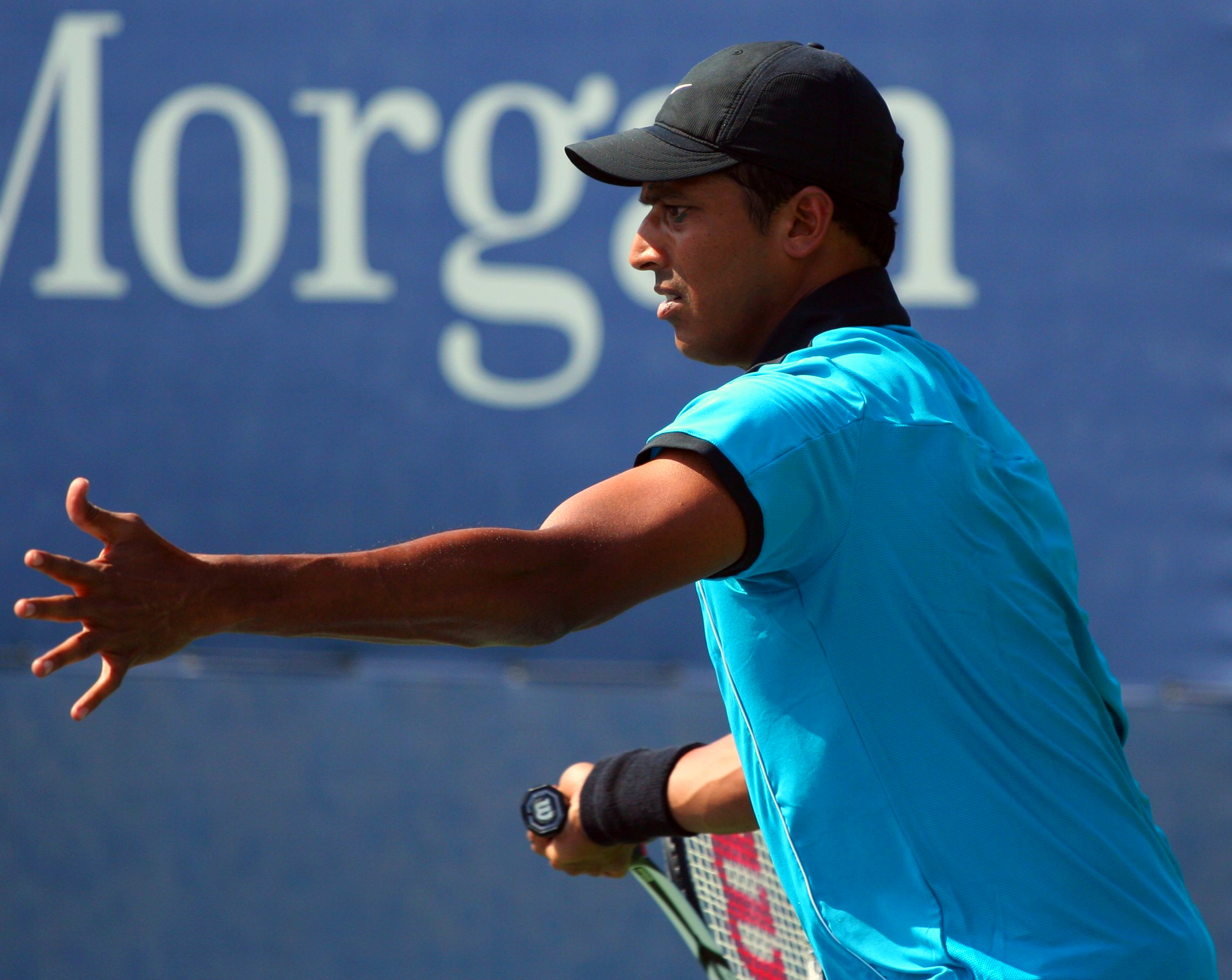
印度運動員馬赫什·布帕蒂贏得網球男單銅牌，與尼魯帕瑪·瓦伊德亞納坦並獲一面混雙金牌，並以印度男子網球代表隊隊員的身分再獲得一面團體賽銅牌。

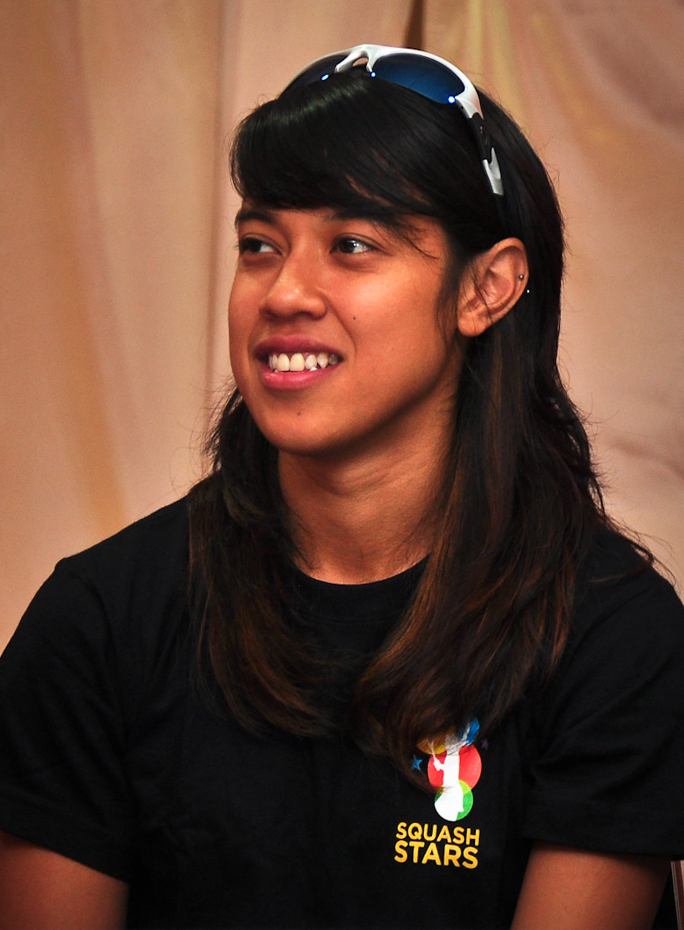
馬來西亞選手妮高·大衛獲得壁球女單金牌。

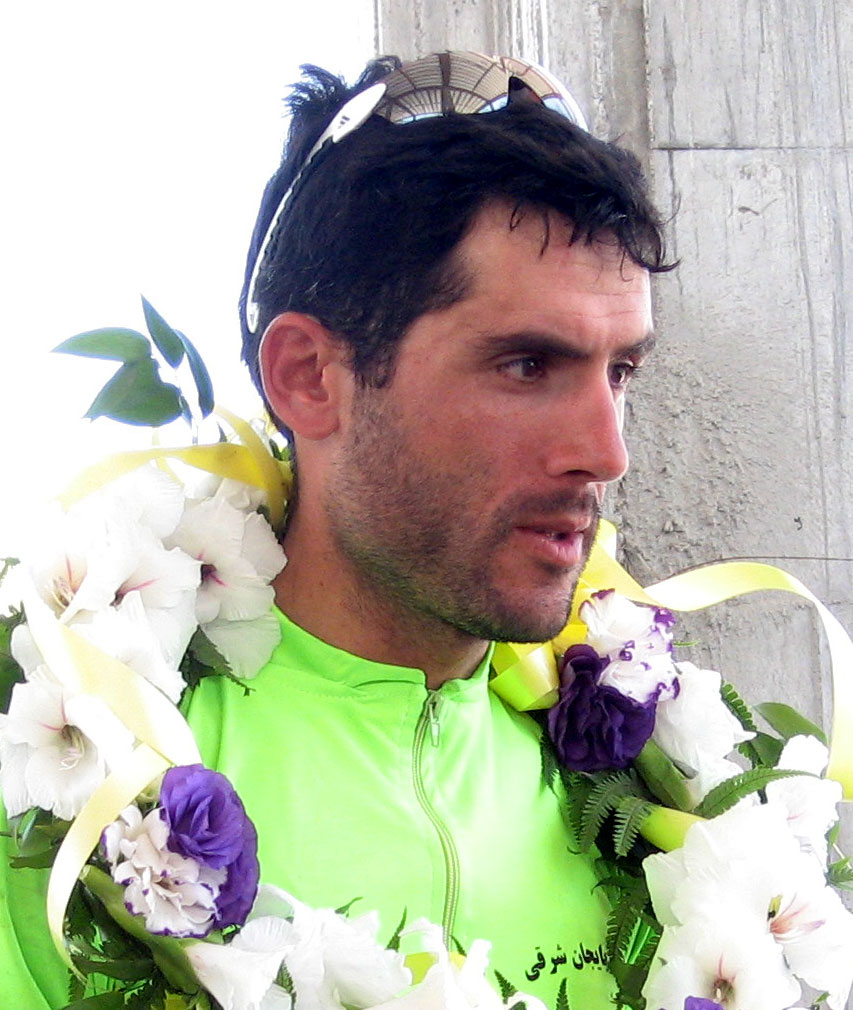
伊朗運動員葛爾德·米茲巴尼贏得男子公路單車個人計時賽金牌。

本表格的排行计算方式与国际奥林匹克委员会奖牌榜的排行計算慣例相符。依照惯例，表格以参赛国（即代表參賽國奧委會的代表團）运动员所获得的总金牌数做为排行的首要依据，其次依序为银牌数及铜牌数。如果多個參賽國的名次在按照這個方式排列次序後，排名仍然不相上下，則判定為同名次，并依据国际奥委会国家编码的字母顺序排列。
本屆亞運會合共頒發1,225面獎牌（包括378面金牌、380面銀牌和467面銅牌）。其中銅牌總數比金、銀牌總數還要多，這是因為羽毛球、拳擊、柔道、空手道（男、女子個人型項目除外）、武術（僅限散打比賽）、藤球（男、女子圓場比賽除外）、壁球、乒乓球、跆拳道和網球十個項目的每一項賽事都會頒發兩面銅牌。
在男子100米自由式游泳比賽當中，有三名選手打成平手，三人均獲得一面銀牌；在女子100米自由泳比賽中，有兩名選手並列第二，所以這項賽事並沒有頒發銅牌。田徑男子跳高比賽頒發了兩面銅牌。武術套路男子長拳項目的銀牌由兩名選手共同獲得，因此這項賽事並沒有銅牌得主；武術套路男子南拳項目也有三名選手不分勝負，各獲得一面銅牌。體操項目個別比賽頒發了由多人共同獲得的獎牌：在男子鞍馬賽事中有兩名選手並列第一，因此該賽事頒發了兩面金牌，沒有頒發銀牌。女子平衡木比賽有四名選手並列第二，因此該賽事不設銅牌得主。在男子單槓、男子鞍馬、女子跳馬和女子自由體操比賽中，位居第二的選手各有兩名，他們都各自獲得一面銀牌。
  *   主办国家/地区（泰国）
| 排名                      | 国家 / 地区               | 金牌 | 銀牌 | 銅牌 | 总计 |
| ------------------------- | ------------------------- | ---- | ---- | ---- | ---- |
| 1                         | 中国（CHN）               | 129  | 78   | 67   | 274  |
| 2                         | 韩国（KOR）               | 65   | 46   | 53   | 164  |
| 3                         | 日本（JPN）               | 52   | 61   | 68   | 181  |
| 4                         | 泰国（THA）*              | 24   | 26   | 40   | 90   |
| 5                         | （KAZ）                   | 24   | 24   | 30   | 78   |
| 6                         | 中华台北（TPE）           | 19   | 17   | 41   | 77   |
| 7                         | 伊朗（IRI）               | 10   | 11   | 13   | 34   |
| 8                         | 朝鲜（PRK）               | 7    | 14   | 12   | 33   |
| 9                         | 印度（IND）               | 7    | 11   | 17   | 35   |
| 10                        | （UZB）                   | 6    | 22   | 12   | 40   |
| 11                        | 印度尼西亚（INA）         | 6    | 10   | 11   | 27   |
| 12                        | 马来西亚（MAS）           | 5    | 10   | 14   | 29   |
| 13                        | 中国香港（HKG）           | 5    | 6    | 6    | 17   |
| 14                        | 科威特（KUW）             | 4    | 6    | 4    | 14   |
| 15                        | 斯里兰卡（SRI）           | 3    | 0    | 3    | 6    |
| 16                        | 巴基斯坦（PAK）           | 2    | 4    | 9    | 15   |
| 17                        | 新加坡（SIN）             | 2    | 3    | 9    | 14   |
| 18                        | （QAT）                   | 2    | 3    | 3    | 8    |
| 19                        | 蒙古（MGL）               | 2    | 2    | 10   | 14   |
| 20                        | 缅甸（MYA）               | 1    | 6    | 4    | 11   |
| 21                        | 菲律宾（PHI）             | 1    | 5    | 12   | 18   |
| 22                        | 越南（VIE）               | 1    | 5    | 11   | 17   |
| 23                        | （TKM）                   | 1    | 0    | 1    | 2    |
| 24                        | （KGZ）                   | 0    | 3    | 3    | 6    |
| 25                        | 约旦（JOR）               | 0    | 3    | 2    | 5    |
| 26                        | 叙利亚（SYR）             | 0    | 2    | 4    | 6    |
| 27                        | 尼泊尔（NEP）             | 0    | 1    | 3    | 4    |
| 28                        | 澳门（MAC）               | 0    | 1    | 0    | 1    |
| 29                        | （BAN）                   | 0    | 0    | 1    | 1    |
| 29                        | 汶莱（BRU）               | 0    | 0    | 1    | 1    |
| 29                        | 老挝（LAO）               | 0    | 0    | 1    | 1    |
| 29                        | 阿曼（OMA）               | 0    | 0    | 1    | 1    |
| 29                        | 阿拉伯联合酋长国（UAE）   | 0    | 0    | 1    | 1    |
| 总计（共33个国家 / 地区） | 总计（共33个国家 / 地区） | 378  | 380  | 467  | 1225 |

## 獎牌積分異動
| 裁決日期       | 比賽項目 | 賽事         | 國家             | 金牌 | 銀牌 | 銅牌 | 總計 |
| -------------- | -------- | ------------ | ---------------- | ---- | ---- | ---- | ---- |
| 1998年12月23日 | 空手道   | 男子75公斤級 | 阿拉伯联合酋长国 |      | –1   |      | –1   |

由於阿拉伯聯合酋長國（阿聯酋）空手道選手法赫魯丁·阿卜杜勒馬吉德·塔赫爾（Fakhruddin Abdulmajid Taher）未能通過藥檢，因此大會褫奪了本來由他贏得的男子60公斤級銀牌。這次取消資格事件令阿聯酋在這屆亞運會上贏得的獎牌只剩下一面銅牌，還令阿聯酋在獎牌榜上和另外四個國家並列榜末。這面銀牌並沒有頒給其他運動員。

## 獎牌分布
| 1. 巴林 2. 孟加拉 3. 不丹 4. 汶萊 5. 柬埔寨 6. 中國 7. 北韓 8. 中國香港 9. 印度 | 1. 印尼 2. 伊朗 3. 日本 4. 約旦 5. 哈薩克 6. 南韓 7. 科威特 8. 吉爾吉斯 9. 老撾 | 1. 黎巴嫩 2. 澳門 3. 馬來西亞 4. 馬爾代夫 5. 蒙古 6. 緬甸 7. 尼泊爾 8. 阿曼 9. 巴基斯坦 | 1. 巴勒斯坦 2. 菲律賓 3. 卡塔爾 4. 新加坡 5. 斯里蘭卡 6. 敘利亞 7. 中華台北 8. 塔吉克 9. 泰國 | 1. 土庫曼 2. 阿拉伯聯合酋長國 3. 烏茲別克 4. 越南 5. 也門 |

## 註解
1. ↑  起初亞洲奧林匹克理事會決定把這面懸空的銀牌轉而頒給尼泊爾和敘利亞選手，不過這兩個國家在獎牌榜上的排行並未得以提升，可見這個決定從未予以實行[24][25]。